# Смолник (Руше)
Смолник (словен. Smolnik) — поселення в общині Руше, Подравський регіон, Словенія.